# 叶翥
叶翥（1129年—1209年），字叔羽。处州青田鹤溪人，南宋大臣。
叶翥在宋高宗绍兴二十四年（1154年）进士。宋孝宗淳熙年间，历任户部侍郎、户部尚书。为当时的绍兴府（会稽郡）赋税奇重，民不聊生。叶翥奏准减免绢三万余匹，民得稍宽，深得百姓称颂。宋光宗绍熙元年（1190年），知镇江府。绍熙五年（1194年），知绍兴府。宋宁宗庆元二年（1196年），自吏部尚书转任端明殿学士，签书枢密院事。庆元党禁，叶翥和刘德秀奏请销毁朱熹的书籍，并称朱熹学说为“伪学”：“伪学之魁，以匹夫窃人主之柄，鼓动天下，故文风未能丕变。乞将语录之类，尽行除毁。”叶翥主考进士时，凡是考卷讲到程朱义理，一律不取。庆元四年（1198年），同知枢密院事。罢知福州，庆元六年（1200年）奉祠。 以观文殿学士辞官，赐爵卫国公。叶翥卒于嘉定二年（1209年）己巳正月初二日子时，享年八十一岁，葬于缙云县黄龙寺后山。